# Penguin Books
Pour les articles homonymes, voir Penguin.
Penguin Books est une maison d’édition britannique fondée en 1936 à Londres par Allen Lane et V. K. Krishna Menon.
Le succès auprès du public de leurs livres de poches bon marché fut important, montrant ainsi que les livres sérieux pouvaient toucher une large audience. Ils ont également eu un impact notable sur le débat public en Grande-Bretagne au travers de publications ayant pour sujet la politique, l'art, et la science.
Penguin Books est une division de Penguin Random House, elle-même propriété du groupe Bertelsmann.

## Histoire
Allen Lane commença sa carrière d’éditeur chez Bodley Head, la maison d’édition progressiste appartenant à son oncle John Lane. Il devint directeur de la société en 1925 et président en 1930. Dès 1935, avec une traduction en anglais d'Ariel d'André Maurois, il commença à publier en indépendant des rééditions en format livre de poche à couverture souple (appelée paperback) et, un an plus tard, fonda Penguin Books pour les proposer à un plus grand public. Ce format, très original au Royaume-Uni, s'inspire des collections de l'éditeur allemand Albatross Books.
Outre les rééditions de classiques (dont l'un des éditeurs anglais pionniers fut Everyman's Library dès 1906), il publia aussi de nouveaux titres, vendus au prix modique de six pence pièce. Nombre d’entre eux militaient pour la cause du modernisme britannique, à commencer par Design, un ouvrage d’Anthony Bertram (1938) et les travaux de l’historien Nikolaus Pevsner (1902-1983).
Les livres Penguin sont bien conçus[réf. nécessaire] et utilisent le caractère typographique Gill Sans, d’une grande lisibilité. Pionnier des livres de poche en Grande-Bretagne, Lane contribua aussi à améliorer les techniques d’impression et de reliure.
La couverture et le premier logo ont été dessinés après observation d'après nature de manchots au zoo de Londres par Edward Preston Young (en), alors jeune employé de bureau de 21 ans, puis seront repris par Jan Tschichold (1902-1974).
Le design a été une des raisons de leur succès commercial[réf. nécessaire]. Refusant les illustrations tape-à-l'œil de leurs concurrents, ils choisirent de diviser la page en trois bandes horizontales ; celle du milieu restant blanche et mentionnant le titre de l'ouvrage et l'auteur, les deux autres étant d'une couleur spécifique en fonction de la collection, et montrant le logo de Penguin Books.
Les couleurs utilisées étaient l'orange pour la fiction en général, le vert pour les romans policiers, le rose pour les romans de voyages et d'aventure, le bleu foncé pour les biographies, le rouge pour les drames, et le jaune pour le reste ; quelques rares ouvrages violets concernaient les essais et belles-lettres, et les gris les affaires mondiales. A. Lane refusa pendant plusieurs années l'impression d'images en couvertures, bien que Jan Tschichold le convainquît plus tard.
Dès 1937, la société installa son siège à Harmondsworth, à l'ouest de Londres.
A. Lane décida d'étendre ses affaires avec la publication d'un livre de George Bernard Shaw, Guide de la femme intelligente en présence du socialisme et du capitalisme, sous la marque Pelican Book, destinée à l'éducation du public plutôt qu'à son divertissement. Beaucoup de livres ont été publiés ensuite, traitant de nombreux sujets, mais la série fut arrêtée en 1990 après plusieurs années de déclin.
Pendant la guerre, le succès continua et les ventes restèrent stables, malgré le rationnement de papier qui toucha d'autres éditeurs. Le papier étant plus facilement disponible pour les publications en série que pour les livres, ils publièrent en 1946 des numéros de Penguin Film Review, une revue traitant de cinéma.
En 1940, une série de livres d'images pour enfants fut créée, nommée Puffin Book.
Des Penguins Specials furent publiés à partir de 1937, traitant des conflits politiques actuels.
Une autre série vit le jour pendant la guerre, Penguin Poets, qui rassembla en volumes des sélections de poèmes.
Après la guerre, la collection des Penguin Classics apparut, qui deviendra la plus importante de la maison. Sa première publication fut une traduction de l'Odyssée d'Homère par E. V. Rieu. Entre 1946 et 1949, le typographe allemand Jan Tschichold redessina environ 500 livres et établit un système de composition graphique et typographique, qu'il réunit dans un livret de quatre pages sous le nom de Penguin Composition Rules (règles de composition de Penguin), à destination des éditeurs et imprimeurs. Son travail incluait le logo présent sur la couverture, la grille verticale (réalisée avec Hans Schmoller, son futur successeur) utilisée pour les livres de fiction, devenue la norme dans les années 1950, et l'introduction éventuelle d'images de qualité sur la couverture, rendue possible par les progrès de l'imprimerie. Bien que le design ait changé plusieurs fois par la suite, des publications récentes reprennent son apparence.
À cette époque, où l'industrie du livre de poche commençait à grandir au Royaume-Uni, Penguin lança à nouveau des collections comme Buildings of England (édifices d'Angleterre), les Pelican History of Art (Histoire de l'art), et Penguin Education.
Le 20 avril 1961, Penguin devint une société cotée au London Stock Exchange, et l'importance du rôle d'Allen Lane, toujours directeur général, fut diminué. Les nouvelles techniques d'impression telles que la photocomposition et l'impression offset remplacèrent les caractères en plomb, réduisant les coûts de façon spectaculaire, et permettant l'impression de textes et d'images sur la même feuille.
En mai 1960, Tony Godwin fut nommé conseiller éditorial puis éditeur en chef. Il chercha à élargir la gamme des livres proposés, et soutint les innovations graphiques. Germano Facetti, un graphiste italien, fut embauché en janvier 1961, et travailla au remodelage de la couverture avec le graphiste polonais Romek Marber ; tout en gardant le code couleur, ils réorganisent la grille (qu'ils appelèrent grille de Marber), inscrivant le titre et l'auteur en haut de la page, laissant la place à une illustration ou à une photo. Ils modifièrent de cette façon la série policière, puis la série de fictions, Pelican, Penguin Modern Classics, Penguin Specials, et enfin Penguin Classics, donnant une unité visuelle à l'ensemble des livres de la compagnie. Les séries Penguin Poets, Penguin Modern Poets et Penguin Plays, quant à elles, furent redessinées par le graphiste Stefen Russ.
La décision de Sir Allen Lane de publier L'Amant de Lady Chatterley de D. H. Lawrence en 1960 augmenta la notoriété de Penguin, tout comme il avait su évaluer l'appétit du public pour les livres de poche à ses débuts. Ce roman n'était pas encore publié à l'époque au Royaume-Uni, et le procès pour obscénité qui s'ensuivit signala Penguin comme un éditeur courageux ; il lui permit également la vente d'au moins 3,5 millions d'exemplaires. La victoire en justice annonça la fin de la censure subie en Grande-Bretagne, bien qu'elle interdît par la suite l'autobiographie de Linda Lovelace en 1978. La publication des Versets Sataniques fut également controversée, ainsi que la publication d'un essai de Deborah Lipstadt accusant David Irving de dénégation de l'Holocauste ; Irving poursuivit Penguin et Lipstadt en justice mais perdit le procès qui fut largement médiatisé.
À la fin des années 1960, Penguin connut des difficultés financières, et fut racheté par Pearson Longman le 21 juin 1970, six semaines après la mort d'Allan Lane. L'accent fut mis sur la rentabilité, et avec le départ de Facetti en 1972, la singularité graphique des livres Penguin prit fin.
En 2006, Penguin a tenté un projet d'écriture collaboratif pour impliquer le public, en utilisant une plateforme wiki. Le projet, nommé A Million Penguin, fut arrêté le 7 mars 2007.

## Premiers titres
Les vingt premiers titres publiés dans cette collection sont :
- Ariel: a Shelley Romance — André Maurois
- A Farewell to Arms — Ernest Hemingway
- Poet's Pub — Eric Linklater
- Madame Claire — Susan Ertz
- The Unpleasantness at the Bellona Club — Dorothy Sayers
- The Mysterious Affair at Styles — Agatha Christie
- Twenty-Five — Beverley Nichols
- William — E.H. Young
- Gone to Earth — Mary Webb
- Carnival — Compton Mackenzie
- South Wind — Norman Douglas
- The Purple Land — W.H. Hudson
- Patrol — Philip MacDonald
- The Thin Man — Dashiell Hammett
- Four Frightened People — E. Arnot Robertson
- The Edwardians — Vita Sackville-West
- The Informer — Liam O'Flaherty
- Debonair — G.B. Stern
- The Strange Case of Miss Annie Spragg — Louis Bromfield
- Erewhon — Samuel Butler

## Collections

### Penguin Classics
Cette collection publie des centaines de classiques, des écrits gréco-romains aux classiques modernes, en passant par la littérature victorienne.
La maison d'édition Penguin s'est donné pour mission d'amener les ouvrages canoniques de la littérature sur le marché, et a fait ses premiers pas dans la publication de classiques en 1938. Les économies sur les droits d'auteur sur ces titres libres de droit ont permis aux éditions Penguin d'investir dans la mise en service de gravure sur bois de Gibbings Robert.
La motivation commerciale de la maison d'édition était de rendre les classiques populaires en les publiant dans un anglais plus accessible, moderne, tâche difficile qui n'a pas toujours satisfait les critiques. Dr Rieu disait de son travail: « Je fais de mon mieux pour rendre Homère accessible à ceux qui ne sont pas familiers avec le monde grec ».
Pendant presque vingt ans, la couleur de l'ouvrage définissait la langue originale de l'œuvre, tandis que les informations étaient inscrites dans un rectangle blanc centré. Un second design apparut, la couverture devient entièrement noire, avec un simple bandeau orange indiquant le titre et l'auteur. En 2002, Penguin annonça à nouveau un changement de couverture, fusionnant cette collection (connue comme les Black Classics) avec les Twentieth-Century Classics.
Le nouveau graphisme, caractérisé par une image colorée sur la couverture, un fond de couleur noire et une typographie orange, fut bien reçu. Cependant la qualité des livres eux-mêmes sembla décroître, leur dos se pliant trop facilement. Le papier utilisé ne contenant pas d'acide, il aurait tendance à jaunir rapidement.
La page de texte fut elle aussi revue pour suivre de plus près au modèle prescrit, facilitant les révisions et la composition mais réduisant les variations possibles de structure du texte, de mise en page, ou de choix de police de caractères. Avant 2002, la typographie des pages était supervisée par une équipe de designers, mais ce département fut fermé dans le cadre d'une réduction des coûts. Le travail de design est maintenant pris en charge par les éditeurs et fournisseurs externes.

### The Buildings of England
Nikolaus Pevsner fut le premier à soumettre une série de volumes proposant une vue d'ensemble des monuments d'Angleterre, comté par comté en dix livres ou plus, pour la maison d'édition universitaire de Cambridge et la maison d'édition Routledge. Mais pour diverses raisons, son plan n'aboutit à rien. Ce n'est qu'à travers son implication dans les éditions Penguin qu'il put faire des suggestions similaires à Allen Lane qui accepta. C'est en 1945 que Pevsner commença à travailler, visitant lui-même les comtés pour mettre en place des observations avec l'aide de notes faites par des chercheurs. Le premier volume, Cornwall, parut en 1951 et la production continua avec 46 guides d'architecture publiés jusqu'en 1974, 32 écrits par Pevsner lui-même et 10 qu'il écrivit avec des assistants. Malgré quelques difficultés financières et commerciales, la série continua même après la mort de Pevsner en 1983 avec d'abord l'aide pécuniaire de Pevsner Books Trust et l'aide pour la publication par la maison d'édition universitaire de Yale.

### Penguin Handbooks
Cette série comprend des ouvrages pratiques, livres de cuisine ou conseils juridiques. La série vit le jour dans les premières années de la Seconde Guerre mondiale, prodiguant des conseils de cuisine utiles à la gestion des denrées alimentaires.

### Pelican
L'éditeur Allen Lane enrichit la maison d'édition d'une nouvelle collection en 1937 : Pelican Books. Le premier titre publié fut le Guide de la femme intelligente en présence du socialisme et du capitalisme de George Bernard Shaw. La ligne éditoriale de cette collection ne tendait pas vers les livres distrayants mais plutôt vers des livres de sensibilisation du public sur des sujets contemporains. Reconnaissant ses propres limites en la matière, Allen Lane nomma V.K. Krishna Menon en tant qu'éditeur gérant la collection. Plusieurs milliers d'ouvrages ont été publiés durant le demi-siècle suivant. Ces livres, souvent écrits par des auteurs de livres scolaires spécialisés, ont contribué à une hausse des connaissances dans de nombreux domaines. Finalement, la collection Pelican a connu un déclin progressif menant à son abandon en 1984.

### Penguin Specials
Cette collection fut inaugurée en novembre 1937. Elle réunissait des ouvrages courts et pouvant souvent être qualifiés de polémiques. L'objectif de cette collection était d'offrir une analyse de l'actualité s'opposant à la partialité des journaux. Ils n'affichaient cependant aucune appartenance politique dans leur ligne éditoriale bien que la rumeur dise que la série penchait à gauche depuis la nomination du communiste John Lehmann en tant que rédacteur en chef. Le succès de la collection s'est établi grâce à une rapidité de publication et de distribution efficace et essentielle dans le domaine de l'actualité. Trente-cinq titres ont été publiés avant le début de la Guerre. Les ouvrages de la collection Specials eurent un impact significatif dans les débats politiques de l'époque. Certains, très controversés, faisaient l'objet de nombreux articles dans la presse. Après une interruption entre 1945 et 1949, la collection fut reprise par Tom Maschler puis Tony Godwin. Le premier titre publié à la renaissance de Specials traitait du communisme. Godwin lança ensuite la série "Ce qui ne va pas en Grande-Bretagne" en pleine période d'élections (1964), analysant le nouveau mouvement gauchiste et radical des années 1960. Toujours en 1964, Penguin Books a contribué à la création d'un secteur d'étude culturelle à l'université de Birmingham. Cette brève période de succès favorisant le dialogue national n'a pas perduré après le départ de Godwin en 1967. De plus, la collection a souffert du développement du journalisme télévisé et a progressivement perdu de l'importance dans les années 1970-1980. Le dernier Specials fut publié en 1988.

### Penguin Celebrations
Cette collection fut lancée en 2008, publiant 36 écrits modernes et réutilisant le graphisme des années 1940, avec son code couleurs. On y trouve des fictions, des romans policiers, des biographies, des livres de voyages et des essais.

### L'édition de magazines
En temps de guerre, le rationnement du papier, qui avait donné lieu à une généreuse allocation de Penguin, avait aussi forcé la réduction de l'espace pour les critiques de livres et la publicité dans les journaux, et a été en partie la cause de la perte de plusieurs revues littéraires. Il y avait donc un vide dans le marché des magazines que Lane espéraient combler. En janvier 1941, le premier numéro de Penguin New Writing apparu et a instantanément dominé le marché avec 80 000 exemplaires vendus, alors que son plus grand rival, Horizon Cyril Connolly, ne rassembla que 3.500 ventes dans sa première édition. L'éditeur de Penguin New Writing, John Lehmann, a contribué à introduire auprès du public britannique des nouveaux auteurs comme Lawrence Durrell, Saul Bellow et James Michie. Pourtant, malgré ce succès, le rationnement reste critique, et après 1945 à cause de la baisse des ventes le magazine mensuel devient trimestriel jusqu'à ce que le journal ferme finalement dans l'automne 1950, après 40 numéros.
Bien que New Writing a été le plus durable des périodiques Penguin, ce n'était pas la seule razzia de l'éditeur dans le journalisme car la Russian Review, Penguin Hansard and Transatlantique ont été lancés pendant la guerre. Il y a également Penguin Cinématographic, Penguin Music Magazine, New Biology, Penguin Parade, Penguin Science Survey et Penguin Science News brèves qui ont eux aussi connu de brèves apparitions dans le monde du livre.

### Popular Penguins
Fin 2008, la subdivision australienne de Penguin lança la collection Popular Penguins accompagnée d'un site web. Elle devait comprendre 50 titres, dont beaucoup venaient de la série Penguin Celebrations, mais elle en compta finalement 49, la compagnie ayant découvert qu'elle ne possédait plus les droits de l'un d'eux, Dominer le monde ou sauver la planète ? de Noam Chomsky.
Cette série renoua avec l'esprit original de Penguin et avec le souhait d'Allen Lane de proposer de beaux livres à des prix abordables. Ils furent publiés à 9,95 $ australiens (environ 7,8 €), soit moins de la moitié du prix moyen des livres de poche à cette période.
Les Popular Penguins sont présentés comme une interprétation plus « authentique » de la ligne éditoriale de Penguin Books par rapport à la collection Penguin Celebrations. Ils sont de taille correcte par rapport à un Penguin original, et ils utilisent des polices de caractères Eric Gill dans une vision plus ou moins exacte de la typographie de Jan Tschichold sur trois dessins de la couverture du panneau d'Edward Young. Les couvertures sont également imprimées sur un papier cartonné qui rappelle l'esthétique et le toucher des couvertures Penguin édités dans les années 1940 et 1950. D'autre part, l'ensemble de la série Popular Penguins est en Penguin Orange, et non dans un code de couleur à la manière des dessins originaux et des titres « Célébrations ».
En juillet 2009, 50 autres Popular Penguins ont été mis sur les marchés australien et néo-zélandais. 10 autres titres écrits par des auteurs néo-zélandais ont été publiés en mars 2010. De plus, 75 titres ont été publiés en Australie en juillet 2010 pour marquer le 75e anniversaire de Penguin.
Leur graphisme est celui des années 1940, dessiné par Tshichold, utilisant les trois bandes horizontales d'Edward Young et la police Gill Sans de Eric Gill. Les couvertures, imprimées sur du papier cartonné, sont toutes de couleur orange et n'utilisent donc pas le code couleurs traditionnel.

### Pelican History of Art
Allen Lane a pris contact avec Nikolaus Pevsner en 1945 pour une série de livres illustrés à la suite du succès de la collection King Penguin Books. Pevsner raconte leur entretien : " Allen dit : « Vous avez fini les King Penguin Books, mais que voulez-vous faire maintenant ? » J'avais une réponse toute prête et celle-ci fut formidable, car j'ai décrit à la fois Pelican History of Art et The Buildings of England, chacun de 40 à 50 volumes. Allen a dit: « Oui, nous pouvons faire les deux, et ce fut la fin de la réunion". L'industrie de Pevsner a rapidement porté ses fruits avec les premiers contrats signés en 1946 pour Architecture in Britain de John Summerson, Art and Architecture in France de Anthony Blunt, et Italian Art and Architecture de Rudolph Wittkower. Le premier titre de la collection ; Painting in Britain, 1530-1790, par Ellis Waterhouse a été publié en 1953. En 1955, Pevsner produisit un prospectus annonçant la publication de quatre nouveaux volumes et un plan pour le reste de la série, qui totaliserait au total 47 titres. Il y a la publication de livres en plusieurs volumes tels que Histoire de l'art, de André Michel (17 volumes, 1905-1928), et le Propyläen Kunstgeschichte (25 volumes, 1923-1935). Quarante-et-un volumes ont été publiés avant que Pevsner prenne sa retraite en 1977. Son travail a été poursuivi par son assistante éditoriale de The Buildings of England, Judy Nairn, et par le médiéviste Peter Lasko. Yale University Press a acquis la série en 1992, avec 45 titres achevés, et ils ont par la suite publié 21 volumes, principalement des révisions des éditions existantes.
Pour Penguin, cette collection a été un départ pour le pilier commercial qu'est le livre de poche car History of Art était le premier grand format cartonné et illustré qu'ils ont produit. En dépit de leur prix relativement élevé, ils ont été un succès financier, mais pour Pevsner, ils étaient principalement destinés à servir les textes des universitaires dans ce qui était, pour le monde anglophone, la discipline universitaire émergente. Néanmoins, la série a été critiquée au sein de l'académie pour ses préjugés évidents. Beaucoup de ses auteurs étaient des émigrés allemands, par conséquent, il y avait une préférence méthodologique pour la Kunstwissenschaft pratiquée à Vienne et à Berlin entre les deux guerres. En outre, le poids accordé à certains sujets semblait disproportionné par rapport à d'autres, avec 7 de ses 47 volumes consacrés à l'art anglais, un « tributaire du courant européen principal » comme l'a observé The Burlington Magazine. Bien que le plan de 1955 n'ait jamais été entièrement exécuté et que les volumes sur la peinture et la sculpture grecque, la peinture quattrocento et la sculpture cinquecento n'aient pas été écrits, Pelican History of Art reste l'une des enquêtes les plus complètes du monde de l'art jamais publiées.

### King Penguin Books
King Penguin Books est une collection de livres de poche monographies publiées entre 1939 et 1959. Ils étaient l'imitation de la série Insel-Bücherei publié en Allemagne par Insel Verlag au début du siècle. Ils étaient les premiers volumes de Penguin books avec une couverture rigide et une impression couleur.
Les livres combinaient une série classique de planches en couleurs et un texte faisant autorité. Ainsi, le premier volume mélangeait seize planches de The Birds of Great Britain (1873) de John Gould avec une introduction historique et un commentaire sur chaque planche par Phyllis Barclay-Smith, tandis que le deuxième était composé de seize planches de Roses de Pierre-Joseph Redouté (1817-1824) avec une introduction historique et commentaire de John Ramsbottom. Le troisième volume a été le commencement de l'utilisation de planches en couleurs provenant de sources variées.
Certains de ces volumes, comme Leaves of Southwell de Nikolaus Pevsner (1945) ou Tulipomania de Wilfrid Blunt (1950) ont été les pionniers des travaux d'érudition. D'autres, comme The Bayeux Tapestry par Eric Maclagan (1943), Ur: The First Phases de Leonard Woolley (1946) ou Russian Icons (1947) de David Talbot Rice étaient des condensés de leurs propres œuvres pionnières. Certains volumes de spécialistes sont entrés dans des éditions révisées, comme A book of English Clocks (1947 et 1950) par Symonds RW.
Elizabeth Senior a édité la série jusqu'en 1943, puis, Nikolaus Pevsner l'a reprise et il est resté rédacteur en chef jusqu'à la fin de la série. La série a réuni 76 volumes.

### Puffin
Noel Carrington (en), rédacteur au magazine Country Life, a d'abord proposé à Lane l'idée de publier à faible coût des livres illustrés pour enfants en 1938. Inspiré par les livres des éditions le Père Castor dessinées par Rojan et par la technique de la lithographie automobile utilisée dans l’art de l'affiche de l'époque, la proposition de Carrington selon laquelle la collection s’intitulerait Puffin Picture Book a été adopté par Penguin en 1940 lorsque, comme Lane l'avait remarqué, les enfants évacués de la ville eurent besoin de livres sur l'agriculture et l'histoire naturelle pour réussir à s'adapter au pays. Les quatre premiers titres parurent en décembre 1940 ; War on Land, War at Sea, War in the Air and On the Farm, et neuf autres l'année suivante. Malgré l'intention de Lane de publier douze livres par an, la pénurie du papier et du personnel ont réduit le nombre de publication à 13 livres sur les 2 premières années de la série. Les 120 titres de la collection Puffin Picture Book ont entraîné 260 variantes au total, le dernier numéro 116 Life Histories Paxton Chadwick, a été publié hors série en 1996 par Penguin Collector's Society.
Les livres de poches bon marché pour la jeunesse n'existaient pas avant Penguin qui a alors cherché à s’imposer dans ce nouveau marché. À cette fin, Eleanor Graham a été nommé en 1941 premier éditeur de Puffin Story Books, une entreprise rendue particulièrement difficile en raison de la réticence des éditeurs et des bibliothécaires dans le déblocage des droits de livres de leurs enfants. Les cinq premiers titres, Worzel Gummidge, Cornish Adventure, The Cuckoo Clock, Garram the Hunter and Smokey ont été publiés sous les trois couleurs de la société, une pratique abandonnée après le neuvième volume lorsque les couvertures illustrées en couleurs ont été introduites, ce qui annonçait une liberté de conception beaucoup plus grande pour cette collection.
Graham a pris sa retraite en 1961 et a été remplacé par Kaye Webb, qui a présidé cette collection pendant 18 ans, période qui s’est traduite par une concurrence qui a considérablement augmenter dans le marché de la littérature pour enfants et par une plus grande sophistication dans la production et la commercialisation. Kaye Webb a créé le Puffin Club (Club Macareux) en 1967 et sa revue trimestrielle The Puffin Post, qui, à son apogée, avait 200 000 membres. Plusieurs auteurs célèbres ont été publiés lorsque Webb dirigeait cette collection chez Puffin ; Arthur Ransome, Roald Dahl et Ursula Le Guin. Elle a également créé la collection Peacock qui se spécialise dans la littérature pour adolescents.
Tony Lacey remplace Webb en 1979 à l'invitation du directeur général de Penguin Mayer Peter au moment où Puffin était l’une des collections les plus rentables de l’entreprise en difficulté. Conformément à la politique de Mayer, commercialisation plus agressive de la marque Penguin, Lacey réduit le nombre de numéro de la collection Puffin, met en avant les titres populaires de la collection Puffin Classics et inaugure le succès du livre-jeu interactif Fighting Fantasy.
Complémentaire à la collection Puffin Club, la collection Puffin School Book Club, s'adressant en particulier aux écoles et aux collectivités, a augmenté de façon significative durant cette période aidant ainsi à consolider la position de la collection Puffin sur le marché en 1983, de façon qu’un livre sur trois vendu, de la maison d’édition Penguin books, était de la collection Puffin.

### Penguin Women Writers
Une collection attendue pour le mois de février 2018, qui met en valeur des autrices anglophones reconnues mais moins publiées, ou méconnues, à l'avant-garde de la littérature féministe contemporaine.
Pour le lancement, le 1er février 2018, quatre ouvrages sont prévus : Birds of America, un roman de Mary McCarthy sur le départ d'un Américain à Paris pour éviter sa mobilisation pour la guerre du Vietnam, The Lark, un ouvrage oublié de l'auteure jeunesse Edith Nesbit, Lifting the Veil, d'Ismat Chughtai, « l'auteure féministe la plus controversée d'Inde », et Meatless Days, l'autobiographie de Sara Suleri, qui évoque le Pakistan post-colonisation.
Isabel Wall, éditrice chez Viking, filiale de Penguin, supervise la collection, tandis que la graphiste Martha Rich se chargera des couvertures des ouvrages.

### Autres collections
On trouve notamment :
- Penguin Modern Painters, livres illustrés présentant des artistes de l’époque,
- Penguin English Library, regroupant des classiques en langue anglaise,
- The Pelican Shakespeare Series, regroupant les œuvres de Shakespeare,
- Essentials, regroupant les livres considérés comme des classiques,
- Great Ideas, rééditions de textes de penseurs historiques, aux couvertures soigneusement désignées,
- Great Loves, rééditions de textes ayant pour sujet l’amour,
- Library of Physical Sciences, manuels sur les sciences exactes,
- Portable Library, ouvrages regroupant plusieurs textes d'un auteur,

Ainsi que des séries consacrées aux partitions de musique, de la poésie, des poètes modernes (Européens notamment), des manuels, des romans policiers, des jeux, des guides, de la science-fiction, des livres sur l'éducation, des titres universitaires, de la cuisine, etc.